# Yoko Tsuno
Yoko Tsuno er en belgisk tegneserie-heltinde skabt af Roger Leloup. Yoko Tsuno er ingeniør med japanske aner bosiddende i nutidens Bruxelles i Belgien. Historiernes omdrejningspunkt er ofte særpræget teknologi, og Yoko Tsunos eventyr sammen med vennerne Pol Pitron og Vic Video omfatter derfor både tidsrejser, udforskning af Jordens indre og rejser til fremmede planeter med udenjordiske væsener.
De er tegnet i Ligne claire-stil, selvom de oprindeligt startede i Marcinelle-stil.

## BogserienYoko Tsunos samlede eventyr
Udgives på dansk af forlaget Cobolt. Serien er delt op i temaer, og ikke kronologisk, som ellers er mest almindeligt.
1. Jorden kalder Vinea 978-87-7085-526-6
2. På jagt efter tiden 978-87-7085-564-8
3. De tyske eventyr 978-87-7085-600-3
4. Under Kinas himmel 978-87-7085-631-7
5. Vinea i fare 978-87-7085-657-7
6. Robotter fra nær og fjern 978-87-7085-705-5
7. Mørkets maskepi 978-87-7085-799-4
8. Trusler mod Jorden 978-87-7085-948 6
9. Hemmeligheder og hekseri 978-87-7588-062-1
10. (Planlagt)

## AlbumserienYoko Tsuno
Det originale nummer er angivet i parentes, når det er forskelligt fra det danske.
Nr. 1-16 er udgivet af Interpresse, nr. 17-24 af Carlsen og fra nr. 25 af Cobolt.
1. Nærkontakt i jordens indre
2. Djævelens orgel
3. Budskab til evigheden (5)
4. Vulcans smedje (3)
5. Vineas tre sole (6)
6. Vampyren fra Rothenburg (7)
7. Titanerne (8)
8. Vindens datter (9)
9. Lyset fra Ixo (10)
10. Tidsspiralen (11)
11. Gengangerens hævn (12)
12. Dybets dronning (13)
13. Odins ild (14)
14. Kanonen fra Kra (15)
15. Dragen fra Hong Kong (16)
16. De flyvende dæmoner (17)
17. Robotterne fra Kifa (18)
18. Rhinguldet (19)
19. Den sorte død (20)
20. Sjælenes port (21)
21. Den himmelske junke (22)
22. Eksplosiv højspænding (4)
23. Tågernes pagode
24. Den syvende kode
25. Lucifers tjenerinde
26. Ametystens forbandelse
27. Khanys hemmelighed
28. De udødeliges tempel
29. Engle og falke
30. Tvillingerne fra Saturn
31. Ørnen fra det skotske højland

## Oversigt
På dansk er serien udgivet som album og i bogserien Yoko Tsuno – Samlede eventyr.

Tre af de korte historier er skrevet af Maurice Tillieux; de er markeret med (Tillieux).

Tre album blev også udgivet som Minicomics i ombrudt form; de er markeret med M og nummer i serien Minicomics.

Otte album blev udgivet i Albumklubben Trumf med ændrede forsider; de er markeret med T og nummer i Albumklubben Trumf.
| Yoko Tsuno – oversigt      |                            |                             |                             |             |             |                                    |                                    |                               |
| Fransksproget førsteudgave | Fransksproget førsteudgave | Fransksproget førsteudgave  | Fransksproget førsteudgave  | Antal sider | Antal sider | Danske udgaver                     | Danske udgaver                     | Danske udgaver                |
| Serie                      | Album                      | Historie                    | Album                       | Antal sider | Antal sider | Historie                           | Album                              | Bog                           |
| 1971                       | 1 (1972)                   | Le trio de l'étrange        | Le trio de l'étrange        | 45          | 45          | Nærkontakt i jordens indre (1, M2) | Nærkontakt i jordens indre (1, M2) | 1. Jorden kalder Vinea        |
| 1973                       | 3 (1973)                   | La forge de Vulcain         | La forge de Vulcain         | 44          | 44          | Vulcans smedje (4, M18)            | Vulcans smedje (4, M18)            | 1. Jorden kalder Vinea        |
| 1975                       | 6 (1976)                   | Les 3 soleils de Vinéa      | Les 3 soleils de Vinéa      | 44          | 44          | Vineas tre sole (5)                | Vineas tre sole (5)                | 1. Jorden kalder Vinea        |
| 1980                       | 11 (1981)                  | La spirale du temps         | La spirale du temps         | 44          | 44          | Tidsspiralen (10, T21)             | Tidsspiralen (10, T21)             | 2. På jagt efter tiden        |
| 1988                       | 17 (1988)                  | Le matin du monde           | Le matin du monde           | 44          | 44          | De flyvende dæmoner (16, T84)      | De flyvende dæmoner (16, T84)      | 2. På jagt efter tiden        |
| 1994                       | 20 (1994)                  | L'astrologue de Bruges      | L'astrologue de Bruges      | 44          | 44          | Den sorte død (19)                 | Den sorte død (19)                 | 2. På jagt efter tiden        |
| 1972                       | 2 (1973)                   | L'orgue du diable           | L'orgue du diable           | 44          | 44          | Djævelens orgel (2)                | Djævelens orgel (2)                | 3. De tyske eventyr           |
| 1976                       | 7 (1977)                   | La frontière de la vie      | La frontière de la vie      | 44          | 44          | Vampyren fra Rothenburg (6, M31)   | Vampyren fra Rothenburg (6, M31)   | 3. De tyske eventyr           |
| 1984                       | 14 (1984)                  | Le feu de Wotan             | Le feu de Wotan             | 44          | 44          | Odins ild (13, T49)                | Odins ild (13, T49)                | 3. De tyske eventyr           |
| 1986                       | 16 (1986)                  | Le dragon de Hong Kong      | Le dragon de Hong Kong      | 44          | 44          | Dragen fra Hong Kong (15, T74)     | Dragen fra Hong Kong (15, T74)     | 4. Under Kinas himmel         |
| 1998                       | 22 (1998)                  | La jonque céleste           | La jonque céleste           | 44          | 44          | Den himmelske junke (21)           | Den himmelske junke (21)           | 4. Under Kinas himmel         |
| 2001                       | 23 (2001)                  | La pagode des brumes        | La pagode des brumes        | 44          | 44          | Tågernes pagode (23)               | Tågernes pagode (23)               | 4. Under Kinas himmel         |
| 1977                       | 8 (1978)                   | Les titans                  | Les titans                  | 44          | 44          | Titanerne (7)                      | Titanerne (7)                      | 5. Vinea i fare               |
| 1979                       | 10 (1980)                  | La lumière d'Ixo            | La lumière d'Ixo            | 44          | 44          | Lyset fra Ixo (9)                  | Lyset fra Ixo (9)                  | 5. Vinea i fare               |
| 1982                       | 13 (1983)                  | Les archanges de Vinéa      | Les archanges de Vinéa      | 44          | 44          | Dybets dronning (12, T37)          | Dybets dronning (12, T37)          | 5. Vinea i fare               |
| 1970                       | 4 (1974)                   | Hold-up en hi-fi (Tillieux) | Aven- tures électro- niques | 8           | 44          | Røveri i Dolby                     | Eksplosiv højspæn- ding (22)       | 6. Robotter fra nær og fjern  |
| 1970                       | 4 (1974)                   | L'ange de noël              | Aven- tures électro- niques | 2           | 44          | Juleenglen                         | Eksplosiv højspæn- ding (22)       | 6. Robotter fra nær og fjern  |
| 1971                       | 4 (1974)                   | La belle et la bête (Till.) | Aven- tures électro- niques | 6           | 44          | Skønheden og udyret                | Eksplosiv højspæn- ding (22)       | 6. Robotter fra nær og fjern  |
| 1971                       | 4 (1974)                   | Cap 351 (Tillieux)          | Aven- tures électro- niques | 6           | 44          | Kap 351                            | Eksplosiv højspæn- ding (22)       | 6. Robotter fra nær og fjern  |
| 1971                       | 4 (1974)                   | Du miel pour Yoko           | Aven- tures électro- niques | 10          | 44          | Honning til Yoko                   | Eksplosiv højspæn- ding (22)       | 6. Robotter fra nær og fjern  |
| 1973                       | 4 (1974)                   | L'araignait qui volait      | Aven- tures électro- niques | 12          | 44          | Den tyvagtige edderkop             | Eksplosiv højspæn- ding (22)       | 6. Robotter fra nær og fjern  |
| 1990                       | 18 (1991)                  | Les exilés de Kifa          | Les exilés de Kifa          | 44          | 44          | Robotterne fra Kifa (17, T105)     | Robotterne fra Kifa (17, T105)     | 6. Robotter fra nær og fjern  |
| 1996                       | 21 (1996)                  | La porte des âmes           | La porte des âmes           | 43          | 43          | Sjælenes port (20)                 | Sjælenes port (20)                 | 6. Robotter fra nær og fjern  |
| 1978                       | 9 (1979)                   | La fille du vent            | La fille du vent            | 44          | 44          | Vindens datter (8, T10)            | Vindens datter (8, T10)            | 7. Mørkets maskepi            |
| 1981                       | 12 (1982)                  | La proie et l'ombre         | La proie et l'ombre         | 44          | 44          | Gengangerens hævn (11)             | Gengangerens hævn (11)             | 7. Mørkets maskepi            |
| 1992                       | 19 (1993)                  | L'or du Rhin                | L'or du Rhin                | 44          | 44          | Rhinguldet (18)                    | Rhinguldet (18)                    | 7. Mørkets maskepi            |
| 1974                       | 5 (1975)                   | Message pour l'éternité     | Message pour l'éternité     | 44          | 44          | Budskab til evigheden (3)          | Budskab til evigheden (3)          | 8. Trusler mod Jorden         |
| 1985                       | 15 (1985)                  | Le canon de Kra             | Le canon de Kra             | 44          | 44          | Kanonen fra Kra (14, T61)          | Kanonen fra Kra (14, T61)          | 8. Trusler mod Jorden         |
| 2005                       | 24 (2005)                  | Le septième code            | Le septième code            | 45          | 45          | Den syvende kode (24)              | Den syvende kode (24)              | 8. Trusler mod Jorden         |
| 2010                       | 25 (2010)                  | La servante de Lucifer      | La servante de Lucifer      | 45          | 45          | Lucifers tjenerinde (25)           | Lucifers tjenerinde (25)           | 9. Hemme- ligheder og hekseri |
| 2012                       | 26 (2012)                  | Le maléfice de l'améthyste  | Le maléfice de l'améthyste  | 46          | 46          | Ametystens forbandelse (26)        | Ametystens forbandelse (26)        | 9. Hemme- ligheder og hekseri |
| 27 (2015)                  | 27 (2015)                  | Le secret de Khâny          | Le secret de Khâny          | 46          | 46          | Khanys hemmelighed (27)            | Khanys hemmelighed (27)            | 9. Hemme- ligheder og hekseri |
| 28 (2017)                  | 28 (2017)                  | Le temple des immortels     | Le temple des immortels     | 46          | 46          | De udødeliges tempel (28)          | De udødeliges tempel (28)          | 10. (Planlagt)                |
| 29 (2019)                  | 29 (2019)                  | Anges et faucons            | Anges et faucons            | 62          | 62          | Engle og falke (29)                | Engle og falke (29)                | 10. (Planlagt)                |
| 30 (2022)                  | 30 (2022)                  | Les gémeaux de Saturne      | Les gémeaux de Saturne      | 46          | 46          | Tvillingerne fra Saturn (30)       | Tvillingerne fra Saturn (30)       | 10. (Planlagt)                |
| 31 (2024)                  | 31 (2024)                  | L'aigle des highlands       | L'aigle des highlands       |             |             | Ørnen fra det skotske højland (31) | Ørnen fra det skotske højland (31) |                               |